# 7 Ceti
Désignations
7 Ceti (en abrégé 7 Cet) est une étoile variable de quatrième magnitude de la constellation équatoriale de la Baleine. Elle porte également la désignation d'étoile variable AE Ceti, tandis que 7 Ceti est sa désignation de Flamsteed.
L'étoile présente une parallaxe annuelle de 7,3 mas telle que mesurée par le satellite Hipparcos, ce qui permet d'en déduire qu'elle est distante d'approximativement ∼ 450 a.l. (∼ 138 pc) de la Terre. Elle se rapproche du Système solaire à une vitesse radiale héliocentrique de −23 km/s. Selon Eggen (1965), elle est un membre probable du groupe mouvant de Wolf 630 (en).
7 Ceti est une étoile géante rouge de type spectral M1 III, actuellement située sur la branche asymptotique des géantes. Dans le General Catalogue of Variable Stars, elle est classée comme une possible variable irrégulière à longue période de type LB:, dont la magnitude varie entre 4,26 et 4,46. Tabur et al. (2009) la classent comme une variable semi-régulière avec quatre périodes détectées de fréquences comprises entre 19,2 et 41,7 jours.
Le rayon de 7 Ceti s'est étendu jusqu'à devenir 54 fois pus grand que le rayon solaire. L'étoile est environ 1000 fois plus lumineuse que le Soleil et sa température de surface est de 3 800 K.
| Période (jours) | Amplitude (mag.) |
| --------------- | ---------------- |
| 19,2            | 0,018            |
| 19,6            | 0,020            |
| 27,1            | 0,018            |
| 41,7            | 0,017            |